# Đảng Dân chủ Việt Nam
Đảng Dân chủ Việt Nam là chính đảng của tư sản dân tộc và tiểu tư sản, trí thức yêu nước và tiến bộ Việt Nam, hoạt động từ năm 1944, tên ban đầu là Việt Nam Dân chủ Đảng hay Việt Nam Tân dân chủ Đảng. Tiền thân là Tổng hội sinh viên Đại học Tổng hợp Hà nội năm 1940, sau các nhóm sinh viên yêu nước hợp nhất thành lập đảng. Đảng tham gia Việt Minh, Dương Đức Hiền tham gia Tổng bộ Việt Minh, sau đó lại tách ra... và tham gia Hội Liên hiệp quốc dân Việt Nam. Trong Quốc hội khóa I năm 1946, đảng giành 46 ghế, do Đỗ Đức Dục và Tôn Quang Phiệt lãnh đạo. Đảng có 2 ghế trong Ủy ban dân tộc giải phóng Việt Nam (Dương Đức Hiền, Cù Huy Cận) và 4 ghế trong chính phủ lâm thời, đến tháng 3 năm 1946 (Dương Đức Hiền, Cù Huy Cận, Vũ Trọng Khánh, Vũ Đình Hòe). Ở Nam bộ ban đầu các đảng viên hoạt động như là nhóm Tân Dân chủ (Huỳnh Văn Tiểng lãnh đạo, năm 1945). Sau khi kháng chiến toàn quốc bùng nổ tháng 12 năm 1946, đảng lại gia nhập Việt Minh.
Từ năm 1954 đến 1975, đảng hoạt động tại miền Bắc Việt Nam (Đảng bộ tại miền Nam về hình thức tách ra năm 1961 vẫn lấy ngày thành lập năm 1944, thành lập Đảng Dân chủ tham gia Mặt trận dân tộc giải phóng miền Nam tới 1975), và từ 1975 đến 1988 trên toàn Việt Nam.
Kể từ Quốc hội khóa II, ứng cử viên tranh cử trong khối Mặt trận Tổ quốc Việt Nam.

## Lịch sử

### Hình thành

#### Nhóm Dương Đức Hiền
Trong bối cảnh và điều kiện lịch sử xã hội Việt Nam những năm 1939–1945, các tầng lớp trí thức, sinh viên, viên chức và một số người thuộc các tầng lớp trung lưu khác ở thành thị đã có những chuyển biến về tinh thần yêu nước, ý thức dân tộc và khả năng tham gia đấu tranh chống đế quốc, phong kiến. Thời kỳ này trong giới trí thức đã hình thành nhiều nhóm và tổ chức khác nhau, nổi lên trong đó là nhóm của ông Dương Đức Hiền được hình thành từ đầu năm 1941 gồm những trí thức đã tốt nghiệp các trường Đại học Luật, Y, Dược, Khoa học, Nông Lâm và những sinh viên người Bắc, Trung, Nam bộ hoạt động trong Tổng hội Sinh viên Đông Dương. Họ là những người muốn tìm con đường đấu tranh cứu nước, giải phóng dân tộc. Hoạt động của nhóm trí thức Dương Đức Hiền trong buổi đầu là những hình thức hợp pháp, mang đặc trưng của giới thanh niên, học sinh, sinh viên, mang tính chất tự phát, chưa có nội dung cách mạng sâu sắc, nhưng đã góp phần khơi gợi lòng yêu nước, tinh thần tự hào dân tộc, ý thức chống xâm lược, chống chế độ cường quyền bất công, yêu thương đồng bào trong giới trí thức, sinh viên, học sinh, viên chức, tư sản dân tộc và đã gây được tiếng vang trong một số thành phố. Chính quyền thực dân Pháp lo sợ, tìm cách đối phó bằng nhiều thủ đoạn: mua chuộc, lôi kéo, doạ dẫm, kiểm duyệt gắt gao nội dung các vở kịch, các bài diễn thuyết, cho tay chân đi kích động chia rẽ, khủng bố... Sở Liêm phóng Hà Nội đã gọi ông Dương Đức Hiền đến để đe doạ, Đại Việt Nguyễn Tường Tam, Quốc Dân đảng Vũ Hồng Khanh cũng gặp gỡ ông để thuyết phục ông tham gia đảng của họ.
Lúc này Đảng Cộng sản Đông Dương thực hiện chủ trương: tranh thủ, vận động trí thức, tư sản dân tộc và các tầng lớp trung gian ở thành thị (nhất là ở các thành phố lớn) ủng hộ mặt trận Việt Minh. Đảng đã chú ý đến hoạt động của nhóm trí thức Dương Đức Hiền và cử cán bộ đến gặp gỡ, đưa chương trình hoạt động, điều lệ tổ chức của Mặt trận Việt Minh cho nhóm nghiên cứu. Nhiều cuộc gặp gỡ bí mật đã diễn ra để trao đổi, giúp nhóm nhận rõ tình hình thế giới và tình hình trong nước, nhận rõ âm mưu của thực dân Pháp, phát xít Nhật và tình thế thất bại cuối cùng của phe phát xít và việc cần phải đoàn kết với những người cộng sản, với công nông, dùng bạo lực đánh đuổi phát xít Nhật và  thực dân Pháp, giải phóng cho dân tộc.  
Tháng 2 năm 1944, nhóm trí thức Dương Đức Hiền đã có sự phân công: Anh em quê ở Bắc bộ thì hoạt động ở ngoài Bắc, còn anh em quê ở Nam bộ thì về Nam vận động trí thức, sinh viên, học sinh, viên chức trong đó để có sự phối hợp hoạt động của hai miền. Đoàn về Nam có Đặng Ngọc Tốt, Trần Bửu Kiếm, Huỳnh Văn Tiểng, Lưu Hữu Phước, Nguyễn Việt Nam, Lê Văn Nhàn, Vương Văn Lễ, Tạ Bá Tòng... Đoàn tổ chức đi bằng xe đạp xuyên Việt, từ Hà Nội đến Sài Gòn và các tỉnh Nam Bộ với lý do công khai "do chiến tranh, việc học hành có nhiều trắc trở, anh em phải nghỉ học về quê hương và phương tiện giao thông lúc này khó khăn nên phải đi bằng xe đạp". Đoàn đi đến thị xã Ninh Bình thì bị mật thám Pháp bắt giữ và đưa trở lại Hà Nội, giam tại nhà pha Hoả Lò. Nhưng sau những trận tra hỏi, không lấy được chứng cứ gì để trị tội, họ phải thả ra, anh em lại tiếp tục lên đường về Nam. Các anh em còn lại ở ngoài Bắc hoạt động rất tích cực và ngày càng tập hợp được nhiều người có cùng chí hướng.

#### Thành lập
Ngày 30 tháng 6 năm 1944, ông Dương Đức Hiền đã bí mật triệu tập một cuộc họp gồm 8 người: bản thân Dương Đức Hiền, bác sĩ nha khoa Nguyễn Dương Hồng, nhà thơ Cù Huy Cận, bác sĩ Huỳnh Bá Nhung... tại một lớp học của trường Hoài Đức sơ tán (để tránh các trận oanh tạc của máy bay quân đồng minh đánh phá các cơ sở quân sự của Nhật ở Hà Nội) tại làng Thanh Xuân, cách thị xã Hà Đông 2 km, nằm ngay ven đường Hà Đông đi Hà Nội. Cuộc họp bí mật này đã quyết định thành lập một tổ chức cách mạng, đặt tên là Việt Nam Dân chủ Đảng (sau đổi tên là Đảng Dân chủ Việt Nam) và thông qua Cương lĩnh, Chương trình hành động, Điều lệ đầu tiên của Đảng.
Đặt cơ sở trên tư tưởng liên minh với các lực lượng cách mạng để tranh đấu cho độc lập dân tộc và xây dựng chế độ dân chủ mới, tuy còn sơ lược nhưng Cương lĩnh, Chương trình hành động đầu tiên của Đảng đã xác định rõ mục tiêu đấu tranh cơ bản là: Dân tộc độc lập, Dân quyền tự do, Dân sinh hạnh phúc", phù hợp nguyện vọng của mọi tầng lớp yêu nước, tiến bộ lúc bấy giờ.
Đảng xây dựng tổ chức phù hợp với yêu cầu nhiệm vụ cách mạng giải phóng dân tộc do mặt trận Việt Minh lãnh đạo (tổ chức chặt chẽ từ Trung ương đến cơ sở, tổ chức theo nguyên tắc dân chủ tập trung (các cơ quan chỉ huy cấp nào đều do đại biểu cấp ấy bầu ra; tất cả các chủ trương hoặc công việc đều quyết định theo sự thoả thuận của đa số), do đó tổ chức hoạt động của Đảng đã nhanh chóng gây được ảnh hưởng, nhất là các tầng lớp trung gian ở thành phố và thị xã.
Sau hội nghị thành lập ở Thanh Xuân, những người sáng lập Đảng Dân chủ Việt Nam đã bí mật tổ chức một số Hội nghị để bàn về phương hướng hoạt động cụ thể. Đầu tháng 7 năm 1944, lấy danh nghĩa một chính đảng cách mạng, Đảng Dân chủ Việt Nam đã tự nguyện gia nhập Mặt trận Việt Minh. Từ đó, Đảng luôn luôn đoàn kết chặt chẽ với các tổ chức cách mạng trong Mặt trận, góp phần vận động đấu tranh cách mạng chống Nhật, chống Pháp, tiến tới Tổng khởi nghĩa giành chính quyền về tay nhân dân, giải phóng dân tộc, giành độc lập tự do cho đất nước.

### Giai đoạn trước 1945
Trong thời kỳ chuẩn bị và tiến hành Cách mạng tháng 8 năm 1945, yêu cầu vận động, tranh thủ, đoàn kết các tầng lớp trung gian ở thành thị ủng hộ và tham gia cách mạng là yêu cầu quan trọng, cấp thiết trước mắt. Để góp phần tích cực thực hiện yêu cầu đó, Đảng Dân chủ Việt Nam đã nhanh chóng xây dựng, phát triển tổ chức và hoạt động trên cả nước, nhất là ở các thành phố, thị xã và ở các cơ quan chính quyền.
Tháng 11 năm 1944, Trung ương Đảng Dân chủ trương ra tờ báo Độc lập, cơ quan tuyên truyền vận động cách mạng của Đảng. Dương Đức Hiền và Nguyễn Đình Thi chịu trách nhiệm bài vở, Văn Cao phụ trách in ấn. Những bài luận văn như "Gấp tiến tới Tổng khởi nghĩa", bài "Mệnh lệnh khởi nghĩa của Việt Minh", "Nghị quyết của Đảng Dân chủ Việt Nam hưởng ứng tổng khởi nghĩa"... cùng các bài nhạc "Tiến quân ca" (Văn Cao), "Du kích ca" (Đỗ Nhuận), "Thanh niên cứu quốc ca" (Nguyễn Đình Thi)... đã gây thêm chất men hào hùng cho không khí tiền khởi nghĩa, thúc giục, động viên các tầng lớp tiểu tư sản, trí thức, công chức, học sinh, sinh viên hăng hái tham gia phong trào đấu tranh giải phóng dân tộc.
Sau ngày Nhật đảo chính Pháp (ngày 9 tháng 3 năm 1945) lãnh đạo của Đảng Dân chủ đã bí mật triệu tập một cuộc hội nghị nghiên cứu bản Chỉ thị "Nhật – Pháp bắn nhau và hành động của chúng ta" của Đảng Cộng sản Đông Dương để nắm rõ tình hình và phương hướng hành động. Với chiến lược đề ra là: tích cực lột mặt nạ và đập tan các hạng Việt gian đầu hàng Nhật, đặc biệt là các nhóm Đại Việt, các Đảng viên đã đi xuống các địa bàn, chỉ đạo các cơ sở Đảng, tích cực tuyên truyền, vận động những người trí thức, sinh viên, viên chức và cả những người thuộc tầng lớp trung gian khác tham gia đấu tranh vạch trần bản chất cướp bóc của Nhật và thuyết Đại Đông Á bịp bợm của họ, kiên quyết chống chính phủ Đế quốc Việt Nam và các đảng phái thân Nhật, góp phần phá tan ảnh hưởng của lực lượng thân Nhật trong các tầng lớp nhân dân.
Ngày 16 tháng 8 năm 1945, Quốc dân Đại hội Tân Trào khai mạc. Đoàn đại biểu Đảng Dân chủ Việt Nam tham gia Quốc dân Đại hội Tân Trào có luật gia Dương Đức Hiền, bác sĩ nha khoa Nguyễn Dương Hồng, nhà thơ – kỹ sư canh nông Cù Huy Cận, nữ sinh Thanh Thủy... Dương Đức Hiền và Cù Huy Cận đã được bầu vào Uỷ ban Dân tộc Giải phóng Việt Nam.
Được tin Tổng hội viên chức Hà Nội tổ chức một cuộc mít tinh lớn tại Nhà hát lớn vào chiều ngày 17 tháng 8 để ủng hộ Chính phủ Đế quốc Việt Nam đang hoang mang, rệu rã, Uỷ ban Khởi nghĩa quyết định biến cuộc mít tinh ấy thành cuộc mít tinh của quần chúng ủng hộ cách mạng. Chiều hôm đó, cùng với đông đảo hội viên các đoàn thể cứu quốc ở nội và ngoại thành, các đội tuyên truyền xung phong, các đảng viên Đảng Dân chủ và các đội tuyên truyền xung phong Dân chủ Đảng... đã được huy động đến nhà hát thành phố. Cuộc mít tinh vừa khai mạc thì cờ đỏ sao vàng xuất hiện, các đội viên tuyên truyền xung phong Việt Minh xông lên giành lấy diễn đàn, thông báo tin quân Nhật đã đầu hàng đồng minh vô điều kiện, kêu gọi đồng bào ủng hộ Việt Minh khởi nghĩa. Đảng viên Đảng Dân chủ đã phân phát lời hiệu triệu ký tên là: "Ban xung phong của Dân chủ Đảng trong Việt Minh". Bản hiệu triệu viết:
| “                                                 | Đồng bào Việt Nam! Nhật đã hàng không điều kiện! Nhật Hoàng đã ra lệnh hạ khí giới ở khắp mọi nơi. Như vậy, Nhật đã hoàn toàn thất bại, chỉ mong sửa soạn về nước. Trong khi đó thì bọn Pháp lại lăm le cố điều đình để lấy lại quyền thống trị ở đất nước này, Đờ Gôn (De Gaulle) cố vận động Đồng Minh đưa Đácgiăng-li-ơ (D'Argenlieu) sang làm toàn quyền Đông Dương. Trước tình thế nghiêm trọng đó, Chính phủ Trần Trọng Kim hoàn toàn bất lực, lại yêu cầu yên lặng và chờ đợi lệnh của những viên thủ lĩnh lừng khừng nhu nhược. Trước nguy cơ đó, chỉ có cuộc cách mạng toàn thể dân chúng mới đủ lực lượng để yêu cầu quân đội Nhật Bản rút lui khỏi đất Việt Nam, để tập trung bọn Pháp vào một khu, để đối phó với những cuồng vọng còn lăm le trở lại đất nước này. Đồng bào Việt Nam, ai còn hoang mang hãy mau tỉnh ngộ. Hàng ngũ Việt Minh sẵn sàng chờ đón các bạn. Hỡi toàn thể quốc dân, giờ này Tổng bộ Việt Minh hạ lệnh Tổng khởi nghĩa. Giờ này dân, quân khắp đất nước Việt Nam nổi dậy. Đồng bào Việt Nam hãy mau mau đoàn kết thành một khối duy nhất. Nền độc lập của tổ quốc chúng ta chỉ có thể xây dựng trên xương máu chúng ta. Chúng ta phải hành động cấp tốc. Chúng ta phải cầm vũ khí nổi dậy. Bắt bọn Pháp tập trung vào một nơi; yêu cầu quân đội Nhật rút khỏi Đông dương; ủng hộ phong trào cách mạng. Giờ này, đồng bào hãy cùng chúng tôi hô to: Việt Nam độc lập! Việt Minh vạn tuế! | ” |
| — Ban xung phong của Dân chủ Đảng trong Việt Minh | |   |

Ở Bắc bộ, Đảng Dân chủ Việt Nam đã tham gia Tổng khởi nghĩa giành chính quyền ở các thành phố Hà Nội, Hải Phòng, Nam Định và các thị xã quan trọng như Hà Đông, Hưng Yên, Hải Dương, Kiến An, Phú Thọ và một số huyện lỵ.
Ở Nam bộ, trong thời kỳ tiền khởi nghĩa, những người trong Tân dân chủ Đoàn đã tích cực tuyên truyền cương lĩnh, chương trình hành động của Việt Minh, in và rải truyền đơn lời kêu gọi của kỳ bộ Việt Minh Nam bộ, phổ biến tin tức về thắng lợi của Hồng quân Liên Xô và Đồng Minh trong chiến tranh thế giới thứ Hai, về phong trào đấu tranh cách mạng của nhân dân trong cả nước. Đồng thời kiên quyết đấu tranh chống các đảng phái thân Nhật như đảng "Việt Nam Quốc gia độc lập", đảng "Đại Việt", loại bỏ ảnh hưởng của các đảng phái đó trong các tầng lớp trí thức, sinh viên, học sinh, viên chức và tư sản dân tộc ở miền Nam, hướng họ đi theo Việt Minh.
Các thành viên Tân dân chủ Đoàn còn được Mặt trận Việt Minh giao nhiệm vụ: Đưa người vào phong trào Thanh niên Tiền phong hoạt động công khai, nhằm phân hóa, lôi kéo đông đảo thanh niên trong phong trào này ủng hộ Việt Minh, cô lập những phần tử thân Nhật. Họ đã dần dần nắm được cán bộ chủ chốt và tổ chức cơ sở của Thanh niên Tiền phong ở Sài Gòn cũng như ở nhiều tỉnh Nam bộ. Đến những ngày gần Tổng khởi nghĩa, Mặt trận Việt Minh Nam bộ đã hoàn toàn nắm được phong trào Thanh niên Tiền phong với những khẩu hiệu "Việt Nam độc lập", "Chính phủ Cộng hoà Dân chủ", "Chính quyền về tay Việt Minh" và biến phong trào này trở thành lực lượng tham gia Tổng khởi nghĩa giành chính quyền ở Sài Gòn và các tỉnh Nam bộ. Trong những ngày Tổng khởi nghĩa, họ đã phối hợp với các đoàn thể cứu quốc trong Mặt trận Việt Minh ở Sài Gòn, Chợ Lớn và một số thị xã, thị trấn quan trọng ở Nam Bộ, vận động các tầng lớp nhân dân xuống đường biểu tình giành lấy chính quyền về tay Việt Minh.
Sau khi Cách mạng tháng Tám giành được thắng lợi, Chủ tịch Hồ Chí Minh đã đề nghị cải tổ Uỷ ban Dân tộc giải phóng do Quốc dân Đại hội ở Tân Trào cử ra thành Chính phủ lâm thời nước Việt Nam Dân chủ Cộng hoà. Đại biểu của Đảng Dân chủ Việt Nam tham gia Chính phủ lâm thời gồm có: Dương Đức Hiền – Bộ trưởng Bộ Thanh Niên, Vũ Đình Hoè – Bộ trưởng bộ Quốc gia Giáo dục, Cù Huy Cận – Bộ trưởng không giữ bộ nào.

### Giai đoạn 1945–1946
Sau Cách mạng Tháng Tám, Đảng Dân chủ Việt Nam cùng với Đảng Cộng sản và các đoàn thể cứu quốc trong Mặt trận Việt Minh tham gia vào việc xây dựng chính quyền mới, đấu tranh với các đảng phái như Đại Việt, Việt Quốc, Việt Cách, chống thực dân Pháp quay trở lại xâm lược.
Trong cuộc Tổng tuyển cử bầu Quốc hội đầu tiên của nước Việt Nam Dân chủ Cộng hoà, Hơn 40 đại biểu của Đảng Dân chủ đã được nhân dân tín nhiệm bầu vào Quốc hội. Ở Hà Nội, trong số 6 người đã trúng cử đại biểu Quốc hội thì có tới 4 người là đại biểu của Đảng Dân chủ, gồm: Nguyễn Văn Luyện, Vũ Đình Hoè, Hoàng Văn Đức, Nguyễn Thị Thục Viên.
Ngày 15 tháng 8 năm 1946, Đại hội lần thứ Nhất Đảng Dân chủ Việt Nam khai mạc tại Nhà hát lớn Hà Nội và họp trong 6 ngày từ 15 đến 20 tháng 8 năm 1946 tại số nhà 101 đại lộ Gambetta, nay là phố Trần Hưng Đạo. Tham dự Đại hội gồm 235 đại biểu. Đại hội đã nhận định tình hình thế giới và trong nước, qua đó, Đại hội xác định nhiệm vụ hiện tại của cách mạng Việt Nam. Các đại biểu đã tham gia góp ý cho Đảng cương mới do Đỗ Đức Dục soạn thảo và làm rõ khái niệm Dân chủ mới mà Đảng "cương quyết mang ra thực hiện trong công cuộc kiến thiết nước Việt Nam":
| “ | Nền dân chủ cũ là nền dân chủ của giai cấp tư sản. Đứng trên nền dân chủ đó thì chế độ người bóc lột người vẫn còn, đó là một chế độ làm chủ giả danh, chế độ của một nhóm người nhỏ nắm hết cả chính quyền đè nén cả quần chúng. Việt Nam nhất định đi theo chế độ dân chủ mới, theo nguyên tắc toàn dân hợp tác, trên lập trường hoàn toàn bình đẳng, tự do không phân biệt giai cấp | ” |

Đại hội đã bầu ra Ban chấp hành mới gồm 21 người (19 chính thức, 2 dự khuyết) và nhất trí cử giáo sư Ca Văn Thỉnh làm Tổng Thư ký.

### Giai đoạn1947–1954
Khi chiến tranh lan rộng ra khắp cả nước, cơ sở của Đảng Dân chủ Việt Nam ở nhiều tỉnh, thành phố, thị xã thuộc Bắc bộ, Trung Bộ và Nam Bộ lọt vào vùng địch tạm chiếm nên hoạt động rất khó khăn.
Từ đầu năm 1947 đến cuối 1952, Đảng đã chuyển hướng tổ chức hoạt động về các thị trấn và một số huyện, xã trong vùng kháng chiến thuộc một số tỉnh ở Bắc Bộ, Trung Bộ và Nam Bộ và đối tượng tổ chức, vận động của Đảng thời kỳ này nhằm vào tầng lớp tư sản dân tộc, tiểu tư sản, công thương, trí thức tản cư theo kháng chiến ở các thị trấn và một số thuộc tầng lớp hữu sản, thân hào, thân sĩ ở nông thôn, lập thành các chi bộ thị trấn và chi bộ xã. Ở một số thành phố lớn bị địch tạm chiếm như Sài Gòn, Chợ Lớn, Cần Thơ... Đảng bộ Nam bộ đã chủ trương đưa một số cán bộ luồn vào hoạt động bí mật, dùng mọi hình thức tuyên truyền thích hợp, vận động những trí thức, sinh viên, viên chức, tư sản công thương yêu nước tham gia những cuộc đấu tranh hợp pháp chống Pháp và vận động họ ủng hộ kháng chiến.
Để tiếp tục vận động, tuyên truyền đắc lực cho cuộc kháng chiến chống Pháp, mặc dầu trong hoàn cảnh muôn vàn khó khăn, báo Độc Lập – cơ quan tuyên truyền của Đảng đã không ngừng củng cố toà soạn cũng như cơ sở vật chất, kỹ thuật cho ấn loát... Ở Nam Bộ thời kỳ này, ngoài tờ Độc Lập, Kỳ ủy Dân chủ còn cho xuất bản tập san Nhất trí hoạt động từ tháng 6 năm 1948 đến tháng 12 năm 1949, góp phần động viên nhân dân miền Nam chiến đấu.
Để phát huy khả năng của trí thức, viên chức có chuyên môn khoa học, kỹ thuật, góp phần đẩy mạnh nền kinh tế kháng chiến, tháng 3 năm 1949, Ban Chấp hành Trung ương triệu tập Hội nghị những đảng viên có chuyên môn khoa học kỹ thuật trong Đảng và xác định rõ quan điểm: Khoa học kỹ thuật phục vụ dân sinh, phục vụ kháng chiến, chống tư tưởng "chuyên môn tách rời chính trị". Hội nghị đã có tác dụng động viên các nhà khoa học, kỹ thuật, những người trí thức nói chung ở vùng kháng chiến mang hết tài năng, trí tuệ phục vụ kháng chiến.

## Giải thể
Ngày 13 tháng 10 năm 1988, Hội đồng Nhà nước đã tặng Huân chương Sao Vàng – Huân chương cao quý nhất của nước Cộng hoà Xã hội chủ nghĩa Việt Nam cho Đảng Dân chủ Việt Nam để ghi nhận những cống hiến của Đảng Dân chủ Việt Nam trong sự nghiệp Cách mạng chung của dân tộc trong 2 cuộc kháng chiến, trong công cuộc xây dựng chủ nghĩa xã hội ở miền Bắc và giải phóng miền Nam, thống nhất Tổ quốc.
Sau khi được tặng Huân chương Sao Vàng, Đảng Dân chủ Việt Nam tuyên bố giải thể vào ngày 20 tháng 10 năm 1988.

## Đánh giá
| “                                                     | Sau khi ra đời, Đảng Dân chủ lập tức đứng vào hàng ngũ Mặt trận, sát cánh với Đảng Cộng sản Việt Nam và các đoàn thể Cứu quốc đoàn kết lại cùng nhau cứu nước cứu nhà. Sự ra đời của Đảng Dân chủ Việt Nam là một trong những sự kiện lịch sử đáng ghi nhớ của phong trào cách mạng nước ta | ” |
| — Nguyễn Văn Linh, Tổng bí thư Đảng Cộng sản Việt Nam | |   |

## Tuyên bố khôi phục Đảng Dân chủ
Ngày 1 tháng 6 năm 2006, ông Hoàng Minh Chính cựu Tổng Thư ký Đảng Dân chủ dưới thời Việt Nam Dân chủ Cộng hòa, ra tuyên bố phục hồi hoạt động của Đảng Dân chủ Việt Nam.
Đảng này lấy lại tên cũ là Đảng Dân chủ Việt Nam, để nhấn mạnh đảng được phục hoạt và phát triển ở thế kỷ 21, các nhà lãnh đạo đảng thường sử dụng tên gọi tắt khác là Đảng Dân chủ thế kỷ 21, tên này được sử dụng rộng rãi thay vì dùng tên chính thức.. Tuy nhiên, theo ông Huỳnh Văn Tiểng, cố Uỷ viên Thường vụ Đảng Dân chủ Việt Nam từ năm 1944 đến năm 1988, thì: "Bản thân ông Chính đã bị khai trừ khỏi Đảng Dân chủ từ lâu; khi không được sự đồng tình của số đông cựu đảng viên ông không có quyền và không đủ tư cách đứng ra khôi phục Đảng", và "Đảng Dân chủ hiện nay mà ông Hoàng Minh Chính lên tiếng 'khôi phục' thì về bản chất đã khác Đảng Dân chủ từng tồn tại từ năm 1944 đến 1988."

## Các đảng viên chủ chốt
Các nhà lãnh đạo chủ chốt của Đảng Dân chủ và các chức vụ từng giữ qua:
- Dương Đức Hiền: sáng lập đảng và là Tổng Thư ký đầu tiên của Đảng giai đoạn 1944 - 1958, Bộ trưởng Bộ Thanh niên nước Việt Nam Dân chủ Cộng hoà, Ủy ban Thường trực Quốc hội khóa I và khóa II
- Nghiêm Xuân Yêm: Tổng thư ký từ năm 1958 đến khi giải thể (1988); từng giữ qua chức vụ Bộ trưởng lần lượt các Bộ: Nông nghiệp, Canh nông, Nông Lâm, Nông nghiệp, Bộ Nông trường; Phó Chủ tịch Quốc hội Việt Nam
- Vũ Đình Hòe: cố Bộ trưởng Bộ Quốc gia Giáo dục và Bộ trưởng Bộ Tư pháp
- Trần Đăng Khoa: Phó Tổng thư ký, Bộ trưởng Bộ Giao thông Công chính, Bộ trưởng Bộ Thủy lợi
- Đỗ Đức Dục: thành viên sáng lập, Phó Tổng Thư ký, Thứ trưởng Bộ Văn hóa
- Phan Mỹ: luật sư, cố Bộ trưởng, Chủ nhiệm Văn phòng Phủ Thủ tướng
- Trần Kim Lý: cố Uỷ viên Trung ương Đảng, Bí thư Đảng bộ Đảng Dân chủ tại Thành phố Hà Nội; Đại biểu Quốc hội các khoá III, IV, V, VI và Phó Chủ nhiệm Uỷ ban Pháp luật của Quốc hội khóa VII
- Huỳnh Văn Tiểng: nhà báo, cố Ủy viên Thường vụ Đảng Dân chủ Việt Nam, Phó Tổng Biên tập Đài Tiếng nói Việt Nam, Đại biểu Quốc hội từ khóa I đến khóa V.
- Nguyễn Tấn Gi Trọng: giáo sư, bác sĩ, Uỷ viên Thường vụ Đảng Dân chủ Việt Nam, Uỷ viên Uỷ ban Thường vụ Quốc hội, Chủ nhiệm Bộ môn Sinh lý Trường Đại học Y khoa Hà Nội; Đại biểu Quốc hội các khoá I, II, III, IV, V, VI và VII.
- Hoàng Minh Chính (bị khai trừ): cựu Tổng Thư ký
- Hoàng Văn Đức: Đại biểu Quốc hội khóa I
- Vũ Trọng Khánh: cố Bộ trưởng Bộ Tư pháp
- Đặng Thai Mai
- Ca Văn Thỉnh
- Trần Bửu Kiếm
- Tôn Quang Phiệt
- Cù Huy Cận
- Đào Đức Thông
- Hoàng Văn Đức
- Nguyễn Thị Thục Viên